# Palais de Tsaritsyno
Le palais de Tsaritsyno est un palais situé au sud de Moscou dans le district de Tsaritsyno, commandé par Catherine II à l'architecte Vassili Bajenov en 1776. Resté inachevé, le palais est restauré à partir de 1984 et finalement terminé selon les plans initiaux. Il est inauguré officiellement en 2007. Il se trouve au milieu d'un grand parc de plus de 100 ha et abrite plusieurs musées et bâtiments.
Le palais de Tsaritsyno est le palais néogothique le plus grand d'Europe.

## Histoire

### Avant la construction du palais

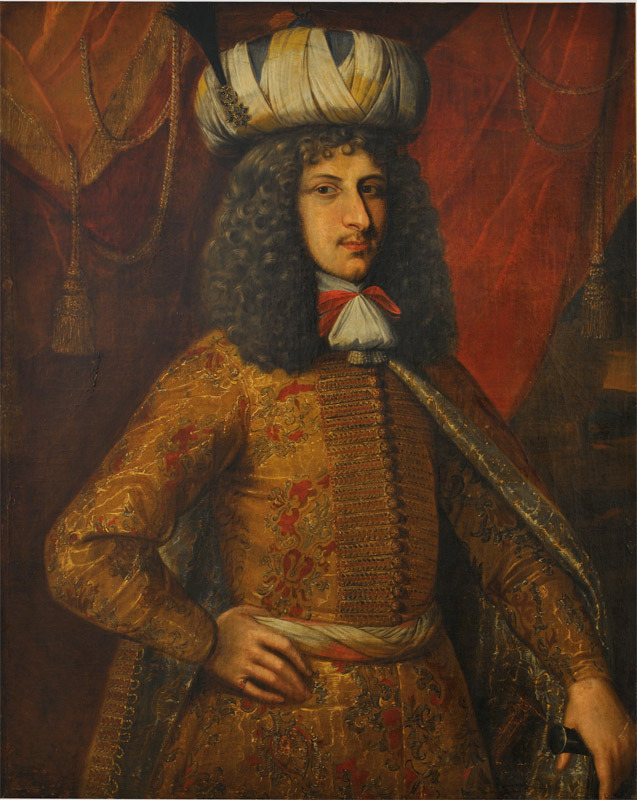
Portrait du prince Cantemir (Musée de Rouen)

L'endroit est connu au XVIe siècle comme étant un fief de la sœur de Boris Godounov, Irène. Il comprenait le village de Bogorodskoïe qui est renommé plus tard La Boue Noire. On y construit un pavillon de chasse qui est détruit pendant le Temps des Troubles. Les lieux appartiennent ensuite à la famille des boyards Strechnev, apparentée à l'épouse de Michel Romanov, premier tsar de la dynastie, au début du XVIIe siècle. Le prince Alexis Vassilievitch Galitzine en hérite de son grand-père Strechnev, en 1684. 
Pierre le Grand confisque les biens de la famille Galitzine, pour avoir été mêlée aux complots de la régente Sophie, et les donne au prince Cantemir, ancien hospodar de Moldavie et allié de la Russie contre l'Empire ottoman. Sa suite comprend six cents personnes, soldats, courtisans et domestiques avec leurs femmes et leurs enfants. Ils s'installent dans les villages environnants. Le prince Cantemir fait construire en pierre l'église construite par les Galitzine en 1722, tandis que son palais de bois domine l'ensemble d'une colline. Le palais est décoré de chinoiseries et le parc dessiné à la française, avec des vergers.

### Sous le règne de Catherine II
C'est en revenant d'un séjour à Kolomenskoïe au printemps 1775 que la Grande Catherine se prend d'admiration pour le paysage et les environs du domaine des Cantemir. Le prince Serge Dimitrievitch Cantemir le lui vend promptement pour 25 000 roubles, somme considérable à l'époque, le 29 mai 1775. Il est vraisemblable que l'impératrice ait été influencée par son favori, le prince Potemkine, pour en faire son séjour privé. Elle renomme le domaine en Tsaritsyno (village de la tsarine), et évoque l'endroit comme un véritable paradis dans sa correspondance avec le baron Grimm.
Un mois plus tard, on construit un pavillon de six pièces pour Catherine, des dépendances pour les domestiques et les diverses commodités du parc. L'été se passe à des réceptions intimes, des promenades sur les étangs et l'organisation de pastorales dans le goût de l'époque, influencée par Rousseau. De jeunes paysans et paysannes costumés dansent pour le plaisir des invités en une fête des Moissons restée dans les mémoires. Le soir, on donne des feux d'artifice. 
L'impératrice est si heureuse qu'elle y demeure tout l'été et y fait venir le Conseil d'Empire pour ne pas rentrer trop tôt à Saint-Pétersbourg. Une grande célébration est organisée le 10 (21) juillet 1775 pour l'anniversaire de la victoire russe sur les Ottomans et du traité de Koutchouk-Kaïnardji (21 juillet 1774) dans les champs de la Khodynka. Des pavillons dans le goût oriental figurent les forteresses perdues par les Turcs, des centaines d'acteurs, des musiciens et des danseurs offrent un spectacle inoubliable qui dure deux semaines. 
Catherine est satisfaite de l'architecte de la célébration, Vassili Bajenov. Elle lui demande à la fin de l'année de lui construire un palais soit dans le genre mauresque, soit dans le genre gothique. C'est la première fois qu'une résidence impériale est construite par un architecte russe depuis Pierre le Grand, les précédentes l'avaient été par des architectes étrangers. Il s'éloigne des canons du classicisme et transcrit le caprice de l'impératrice. Le classicisme ne domine pas encore en Russie dans les années 1770, on recherche aussi d'autres vocabulaires architecturaux.

Projet de Bajenov (1776).

Le projet de Bajenov n'est pas une copie pure du style gothique, mais plutôt une fantaisie inspirée de ce style et de son érudition personnelle. Il prévoit cinq bâtiments pour Catherine II et la famille de son fils, des bâtiments pour les domestiques, des communs et divers pavillons, tout en respectant le paysage organisé à l'anglaise, mais aussi les grandes allées classiques comme celle des bouleaux. Le grand palais est construit autour d'un corps central pour les salles de réception et deux ailes de part et d'autre, l'une pour les appartements de Catherine, l'autre pour ceux de Paul, avec un côté pour les petits-enfants impériaux.
La construction commence en mai 1776. Trois édifices sont construits rapidement, le petit palais, le palais moyen et le palais du corps de cavalerie, dans la perspective de l'allée des bouleaux. S'y ajoutent des pavillons et le pont des Figures. Ce dernier étant terminé en août.

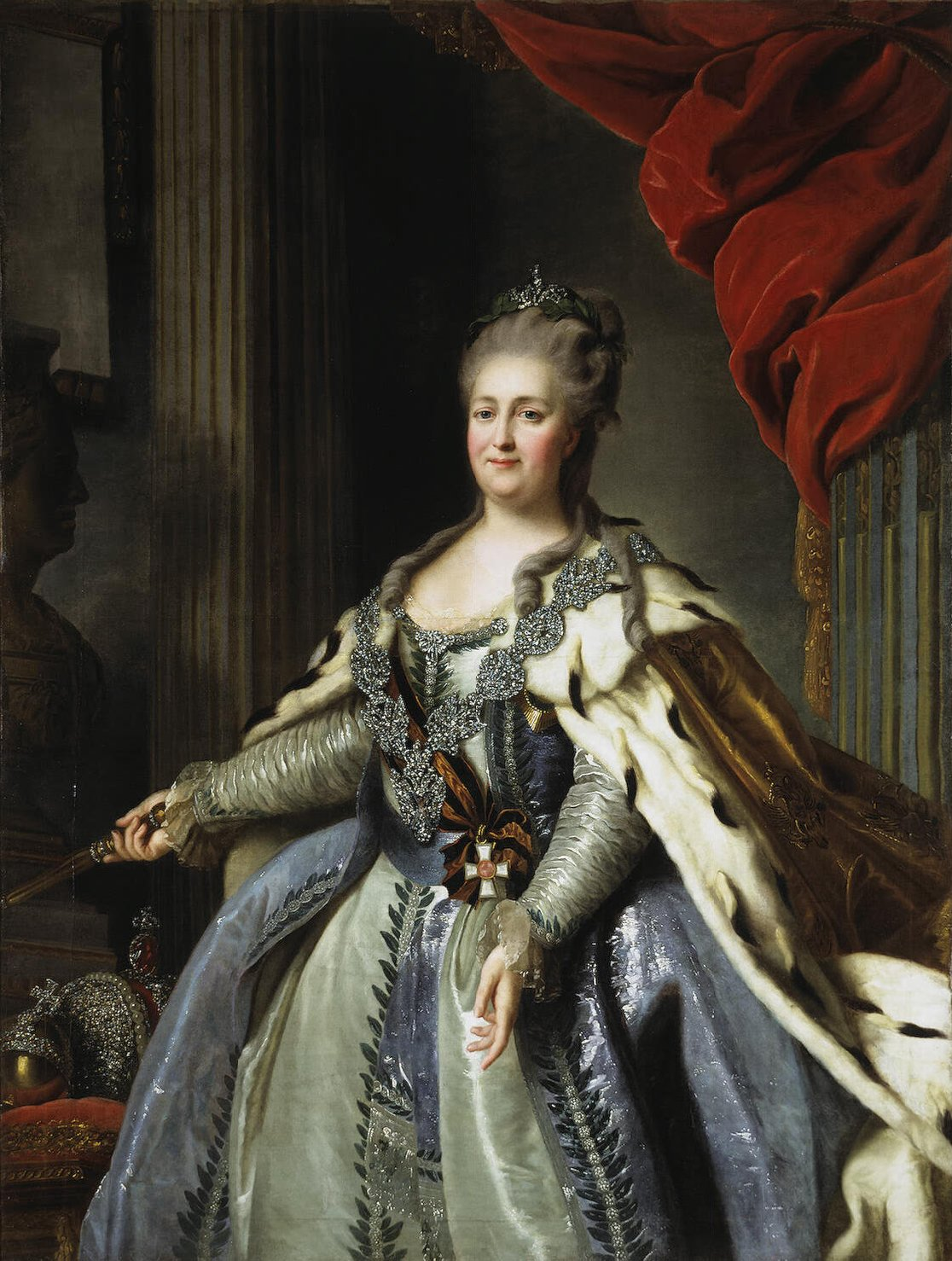
Portrait de Catherine II

Cependant des problèmes matériels et financiers surviennent à la fin de l'année. Le grand palais commence néanmoins à prendre forme en 1777 et le portail des Figures est achevé en 1778. La construction du grand palais avec trois corps continue jusqu'en 1782. Pourtant Bajenov prend des crédits à son compte sur sa fortune personnelle. Il vend sa maison et sa bibliothèque de Moscou. Il a 15 000 roubles de dette en 1784. Le trésor impérial lui verse alors une somme de 100 000 roubles. 
Catherine II devait se rendre à Moscou dans le courant de l'année 1785 pour inspecter les travaux, ainsi que d'autres à Moscou (dont le Sénat de Kazakov au Kremlin). L'architecte demande encore d'autres crédits à Saint-Pétersbourg. Catherine consent à condition de construire en plus un petit palais à Boulatnikov sur la somme donnée. Bajenov a le temps de construire un autre édifice pour la cavalerie, la maison du Pain et le grand pont. Tout est prêt en quelques mois, sauf les écuries et la tour de l'Horloge.
La Grande Catherine arrive à Moscou en juin 1785. Ce voyage lui avait été conseillé en présence de sa suite comprenant entre autres le prince Potemkine, son conseiller Bezborodko, le comte Chouvalov, le comte Stroganov, le marquis de Ségur, ambassadeur de France, le comte de Cobentzel, ambassadeur d'Autriche, et Lord Fitzberberg, ambassadeur d'Angleterre. Elle est à Tsaritsyno le 3 (14) juin. La visite est rapide et sans appel, l'argent du trésor a été dépensé en vain ! L'impératrice ne dit mot et ne dissimule pas sa colère. Certains pensent dans son entourage qu'il s'agit de punir Bajenov de ses liens récents avec les francs-maçons de Nikolaï Novikov qui l'utilisaient pour ses bonnes relations avec l'héritier du trône, lui-même de plus en plus hostile à sa mère. Au bout du compte, Bajenov est ruiné. Catherine invite tout de même Kazakov à s'associer au chantier et à arranger avec Bajenov le grand palais.

### Le grand palais de Kazakov

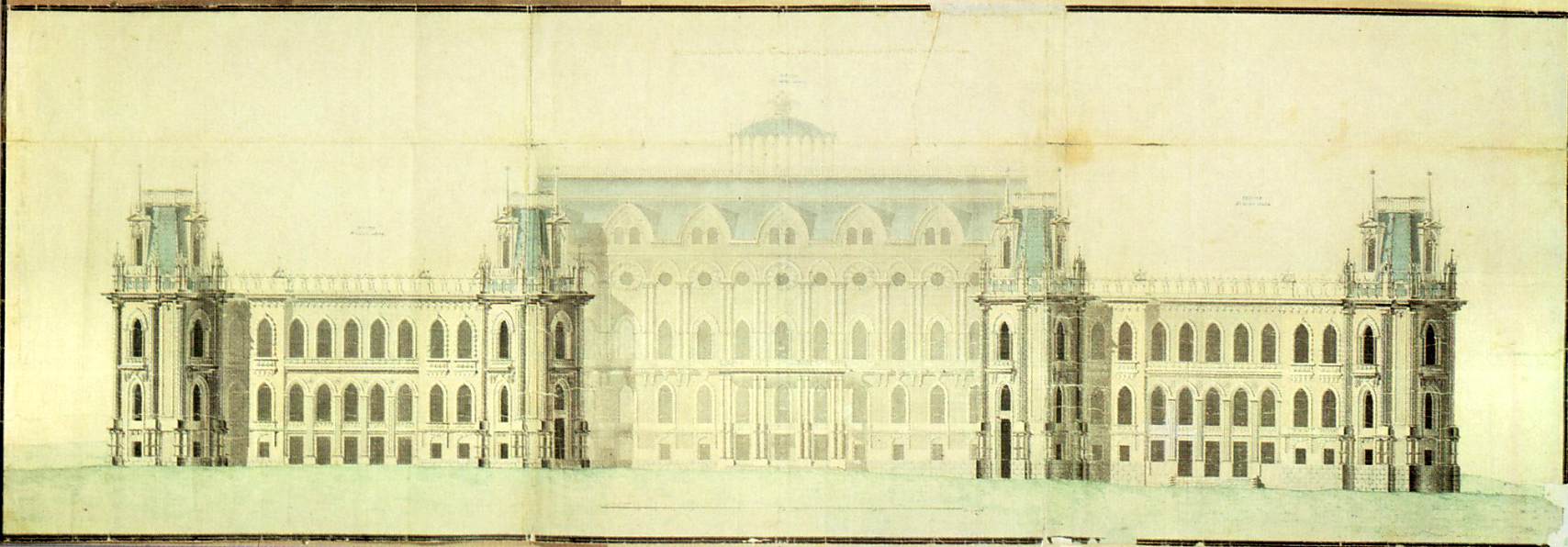
Première variante du palais de Kazakov (1786)

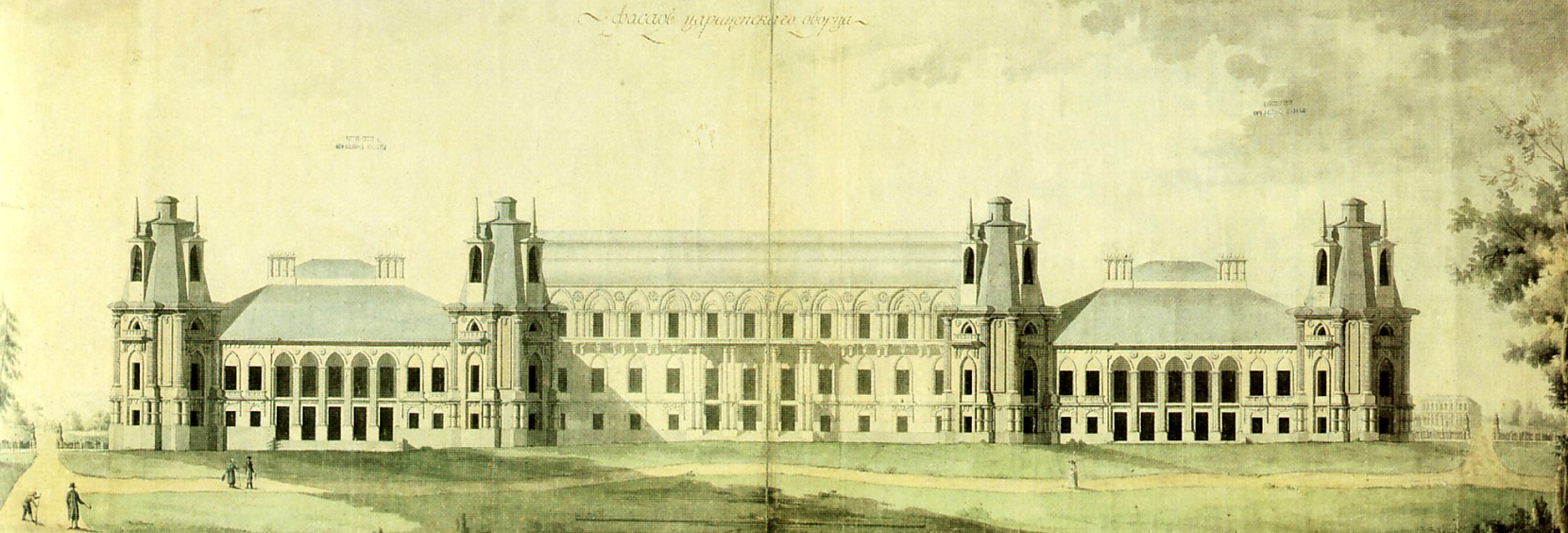
Seconde variante du palais de Kazakov

Toutefois, sans attendre ses nouveaux plans, Bajenov est renvoyé en janvier 1786 et Kazakov se met à l'œuvre en février. Il commence par les appartements de Catherine et du grand-duc Paul, à une époque où le néoclassicisme règne sans partage. Le grand palais est mis en avant au détriment des autres bâtiments, et se présente en trois corps, comme le canon classique l'exige. Seules huit petites tourelles lui donnent un aspect gothique discret, ainsi que des éléments décoratifs de stuc et la forme des fenêtres. 
Une première variante plus monumentale avec trois étages surmontés d'un belvédère est rejetée, pour une seconde version qui ne parvient pas à atteindre l'harmonie, tant les contraires se mélangent. Finalement l'impératrice perd intérêt à ce chantier et les travaux sont abandonnés en 1790. La nouvelle guerre avec la Turquie de 1787 à 1792 crée de nouvelles priorités et le prince Potemkine, à l'origine de la passion pour ces lieux, meurt de façon inattendue en octobre 1791. C'est la fin d'une époque.
Catherine revient néanmoins en 1793 et les travaux reprennent un temps, le palais étant diminué d'un étage et le grand bâtiment pour la cavalerie démoli l'année suivante. L'ensemble est presque terminé, avec planchers et toiture, lorsque Catherine II meurt en novembre 1796. Son fils le nouvel empereur se rend à Tsaritsyno en mars 1797, cette fois-ci pour décider l'arrêt définitif des travaux. Il est plutôt occupé à construire sa nouvelle résidence de Saint-Pétersbourg, le château Saint-Michel, confié à Bajenov comme pour réparer l'attitude de la Grande Catherine.

### La résidence impériale après Catherine

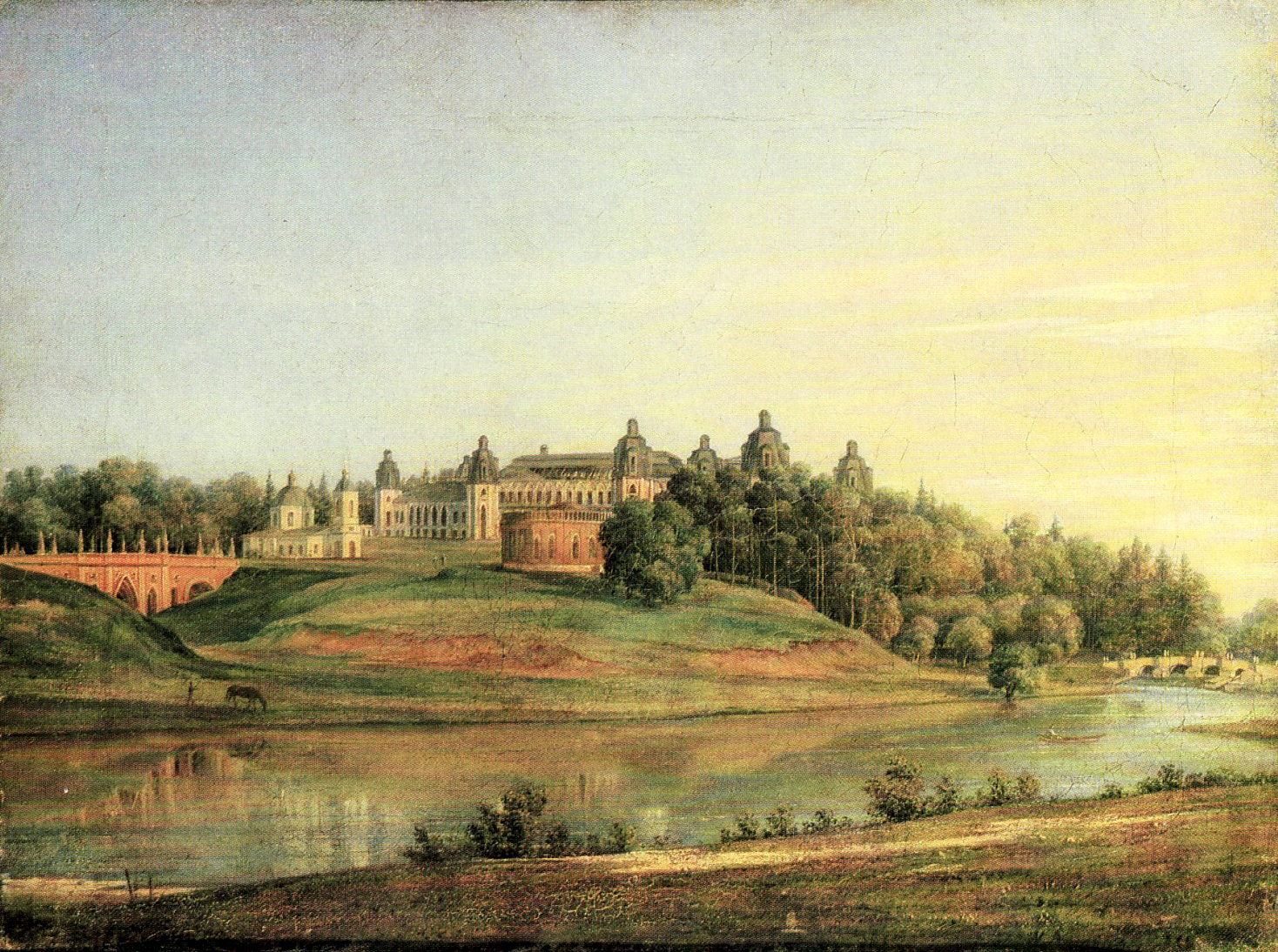
Tsaritsyno en 1836

Le palais est laissé à l'abandon, tandis que le jardin des Cantemir est entretenu et laissé ouvert au public sur décision personnelle de l'empereur Alexandre. Ivan Yegotov en fait un parc à l'anglaise et rajoute quelques pavillons comme le temple de Cérès et fait arranger les étangs avec des îles artificielles. L'endroit n'a cessé d'être un lieu de promenade romantique depuis lors. Les vergers et l'orangeraie avec ses fruits exotiques sont particulièrement soignés. L'empereur Alexandre vient de temps à autre, surtout pour pêcher, mais le palais est délaissé. Il est question de le restaurer pour en faire la résidence de sa veuve, mais elle ne survit à son époux que quelques mois. Nicolas Ier de Russie s'en désintéresse, malgré le style néogothique que l'empereur affectionne et un projet vite avorté d'en faire une académie militaire.

### Du milieu duXIXesiècleà 1918
Un décret impérial permet en 1856 de construire des buvettes et des petits salons de thé dans le parc, pour le public. La famille impériale se sépare de ce bien en 1860. Il entre alors dans le domaine d'État. Il faut donc lui trouver une certaine rentabilité et l'on décide de vendre les pierres, mais aucun acheteur ne se présente et cette tentative est abandonnée. La situation change en 1865, lorsque le chemin de fer de Moscou parvient jusqu'ici. La nouvelle petite gare permet aux promeneurs de s'y rendre avec facilité et rapidité. 
Toute une partie du parc est lotie pour construire de petites datchas. Un village entier du nom de Novo-Tsaritsyno voit le jour dans les années 1870. Dostoïevski, Tiouttchev, Tchaïkovski, Tchekhov, Andreï Biély ou Bounine sont venus profiter ici du bon air en tant qu'invités ou dans des datchas louées. Cependant l'orangerie est abandonnée et l'on démolit les tours dangereuses du grand palais à moitié en ruines. Le premier et le troisième bâtiments de cavalerie sont loués en tant que maison de campagne.

### De 1918 à 1984

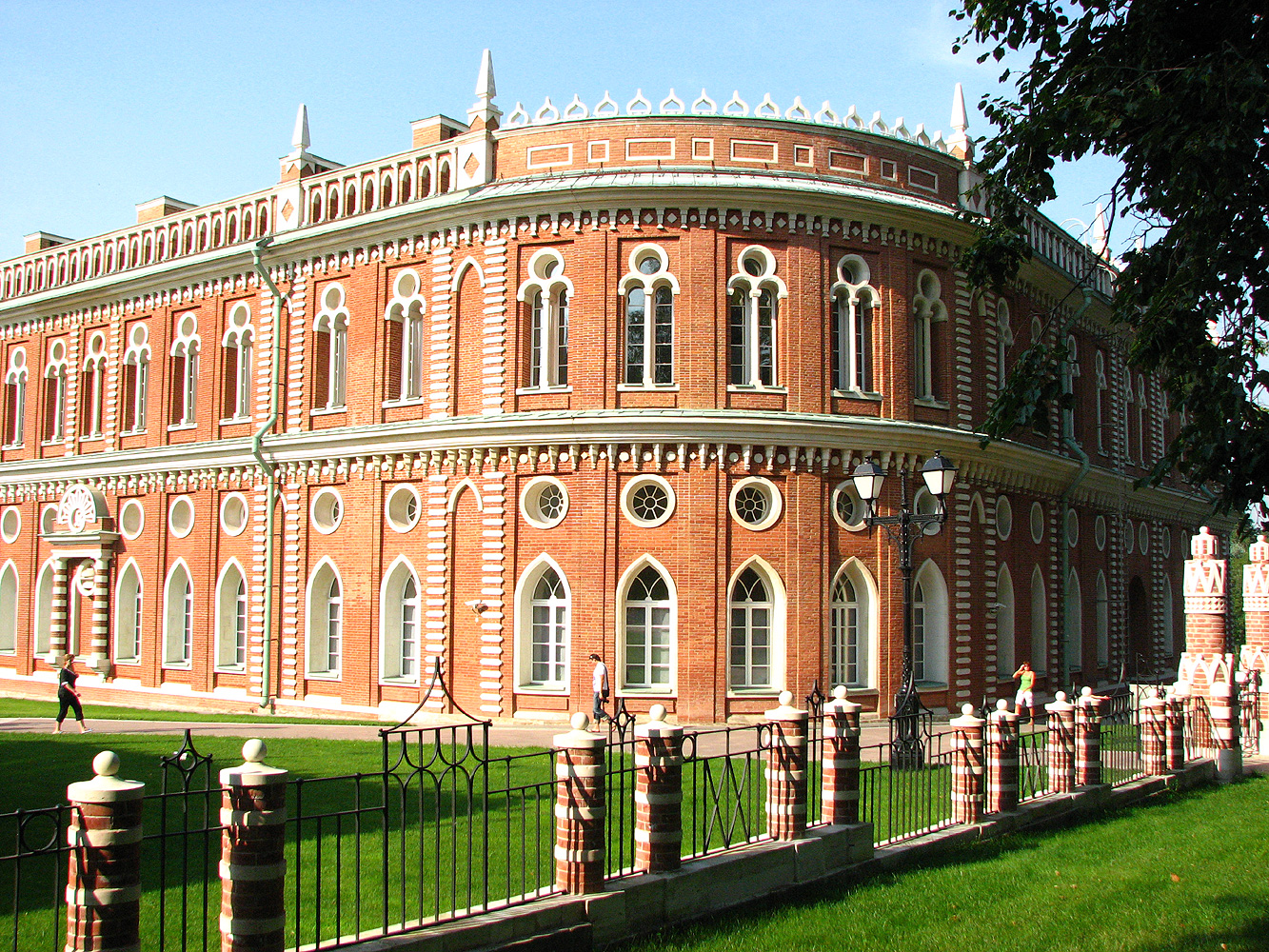
Maison du Pain

Tous les environs sont rebaptisés Lenino en 1918 et un soviet de travailleurs et de paysans s'installe dans l'ancien bâtiment principal de la cavalerie. On lui rajoute un étage en 1932 pour accueillir les autorités locales du raïon de Lénine de l'oblast de Moscou. On ouvre un petit musée dans le troisième bâtiment de cavalerie en 1927 consacré au palais et à sa construction, mais il est fermé en 1937 pour laisser la place à un club de paysans et à un cinéma.
La maison du Pain est sauvée de la ruine dans les années 1920 en devenant un petit immeuble d'habitations communes (jusqu'en 1970). Les pavillons du parc sont restaurés avant guerre et à nouveau dans les années 1950 et les grands bâtiments vides et arasés (dont le grand palais) dans les années 1960.

### Tsaritsyno aujourd'hui

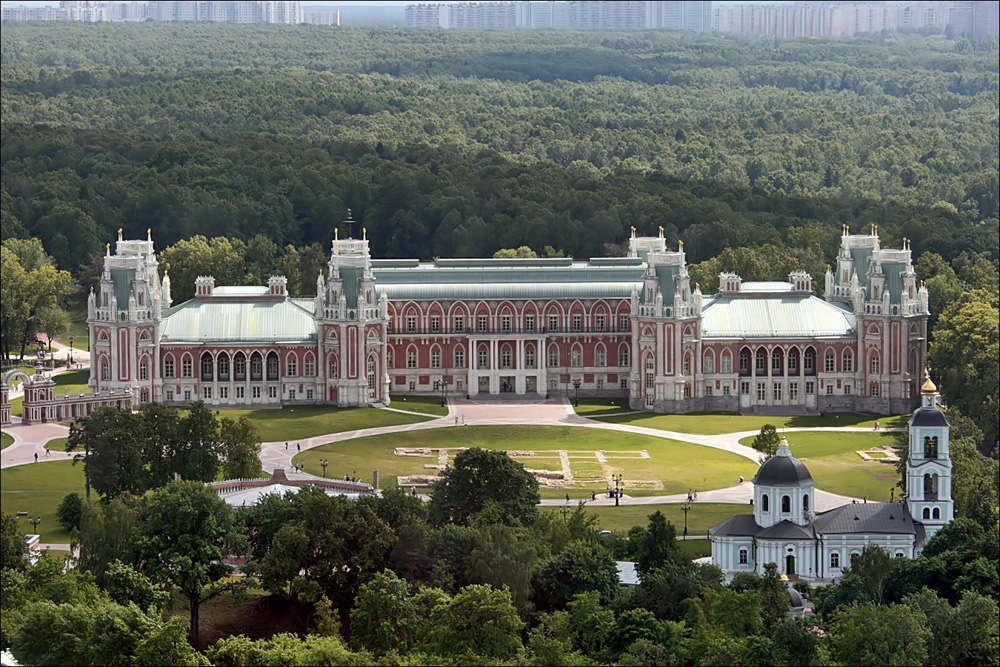
Vue de Tsaritsyno aujourd'hui

L'inauguration officielle de l'ensemble architectural de Tsaritsyno s'est déroulée le 2 septembre 2007, jour de la fête de Moscou, en présence du président Vladimir Poutine et les jours suivants devant l'afflux des visiteurs, le parc a été ouvert 24 heures sur 24. 
Les  petits bâtiments de cavalerie restaurés abritent les services administratifs et culturels du musée; la maison du Pain qui abritait autrefois les communs, puis une clinique au XIXe siècle, accueille désormais des salles d'exposition, un auditorium et une salle de concert ; le grand palais un musée d'architecture et de peintures, ainsi qu'une salle de concert ; le petit palais une salle d'expositions; le palais moyen - restauré dès 1988 - une salle de concert en particulier de concert de chants, l'orangerie est en cours de restauration et servira de serres.
Tsaritsyno est devenu un haut lieu de promenade pour les Moscovites et ses visiteurs. Son objectif est d'en faire d'ici quelques années un musée de niveau international pour décongestionner la galerie Tretiakov et l'Ermitage de Saint-Pétersbourg et pouvoir présenter les collections des grands musées encore inaccessibles au public faute d'infrastructure.

### Galerie

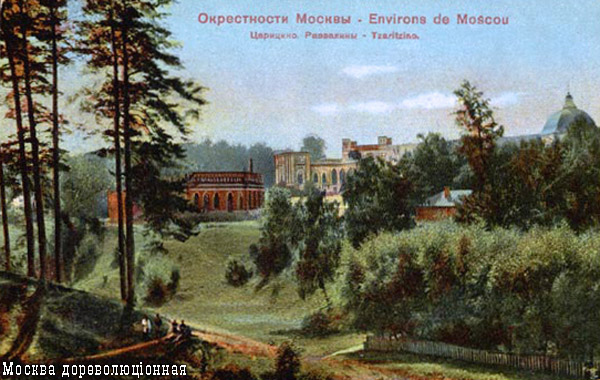
Tsaritsyno avant la révolution
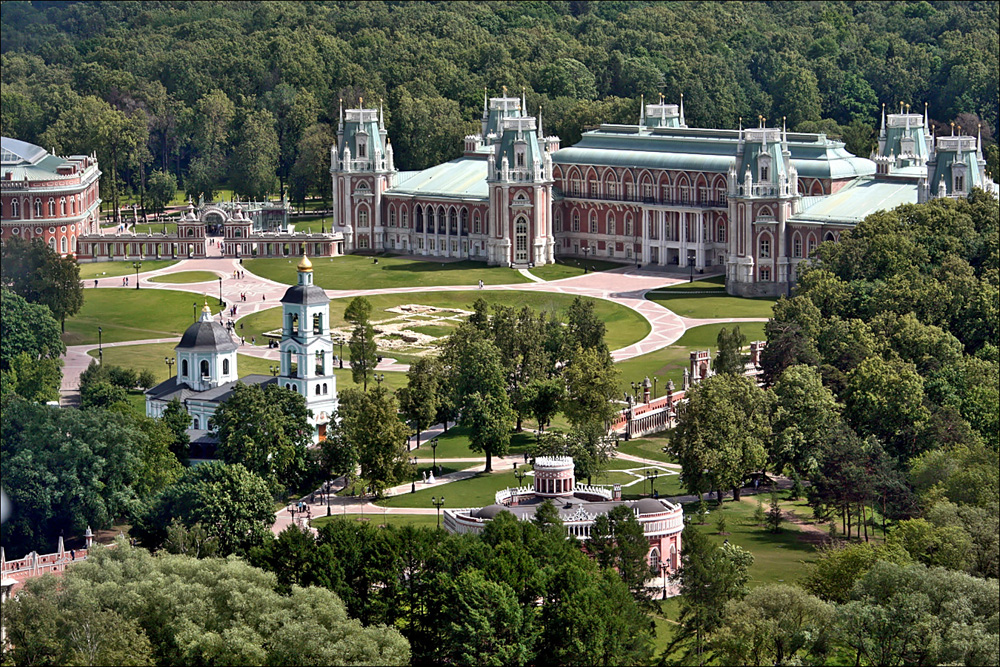
Tsaritsyno vu d'hélicoptère
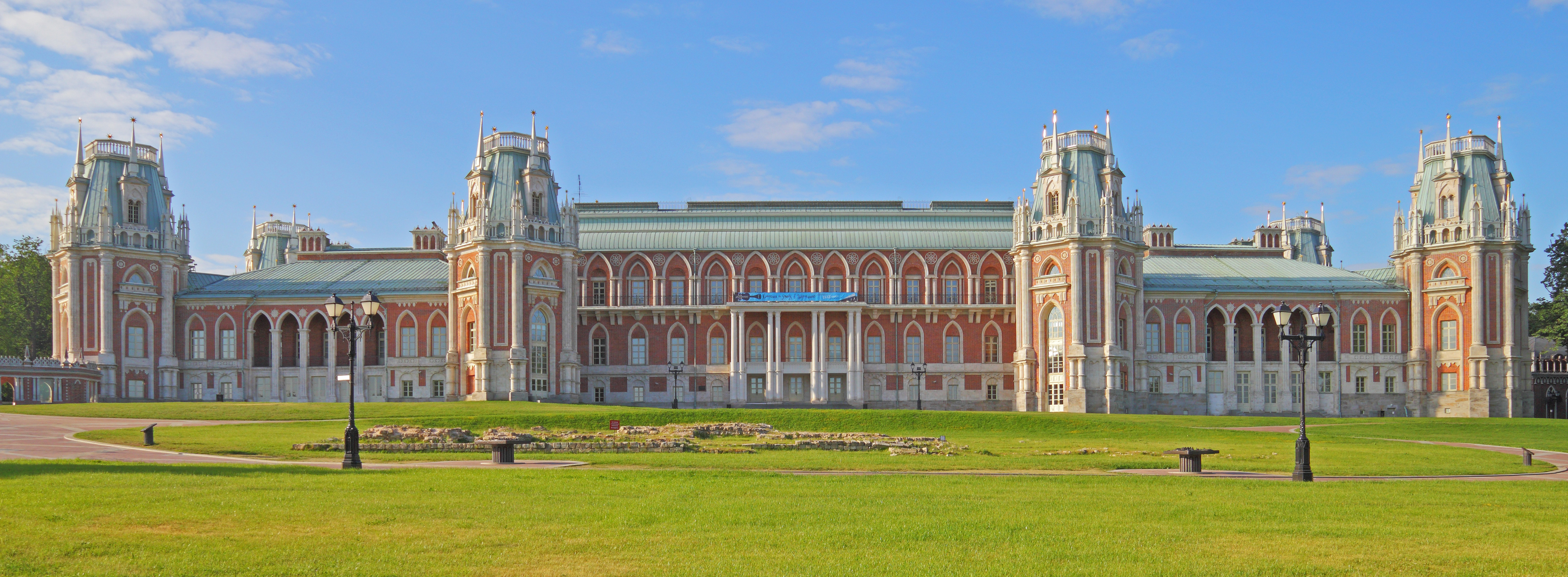
Façade et entrée d'Honneur
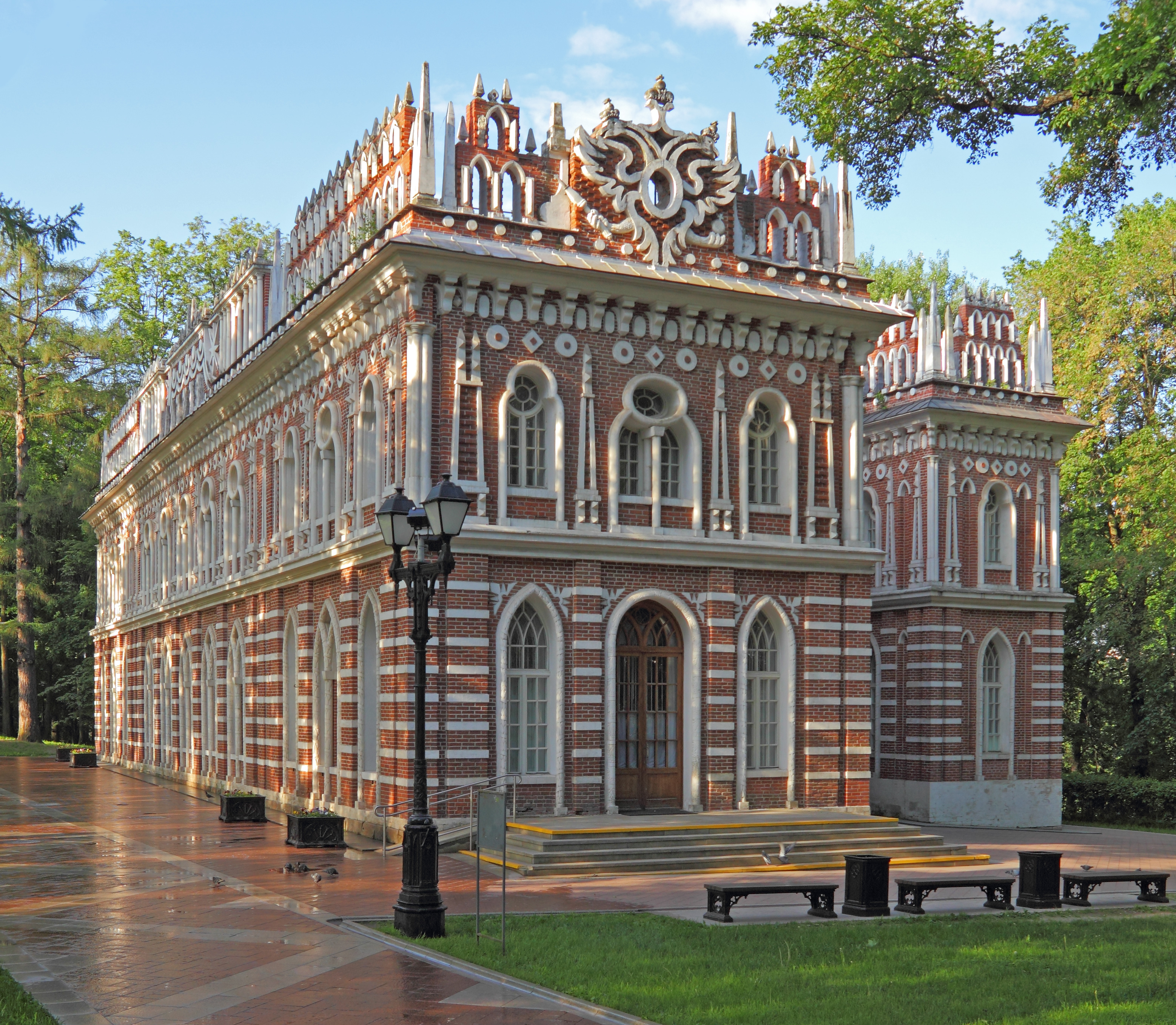
La salle de concert
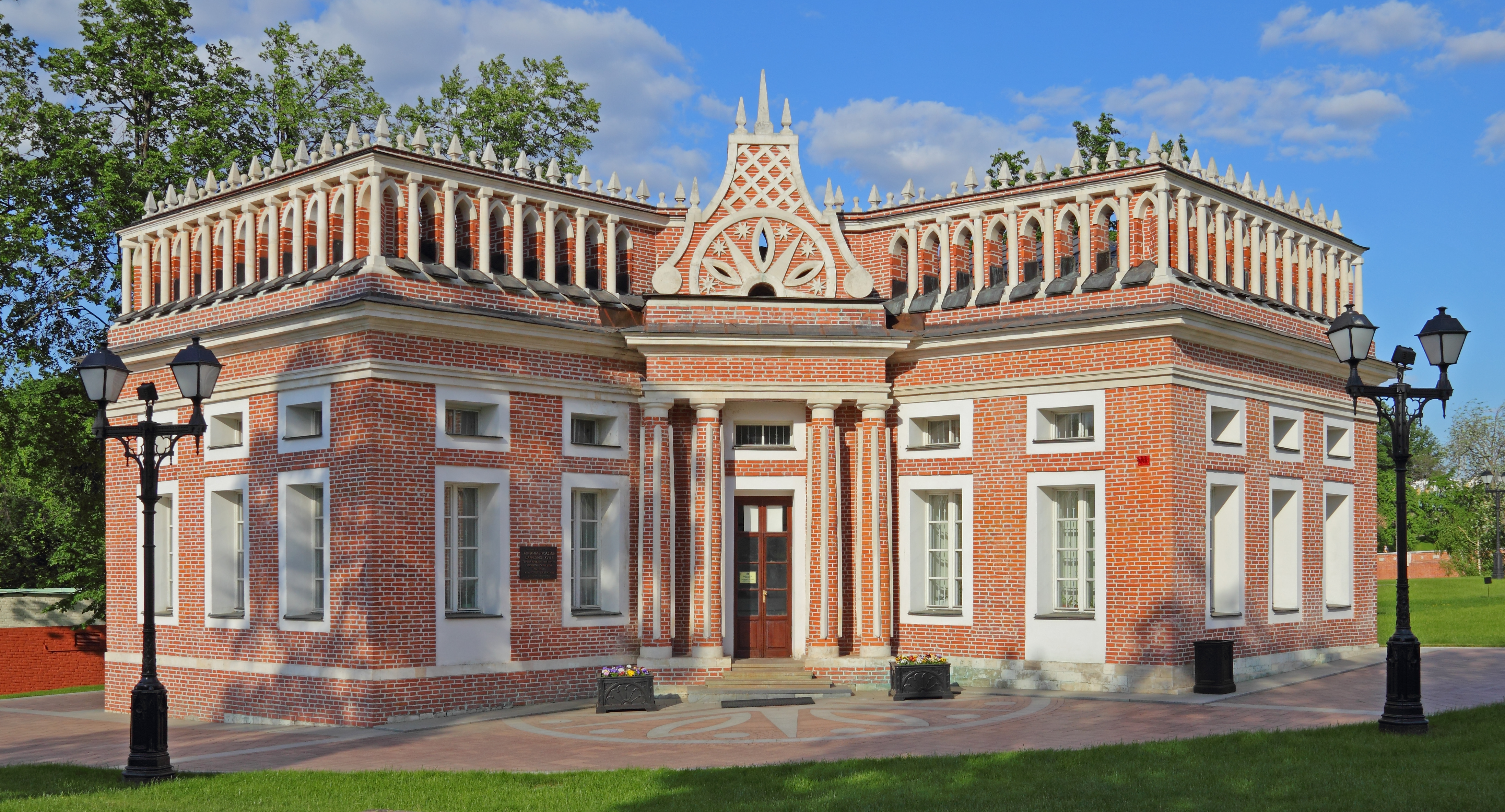
Premier bâtiment de cavalerie
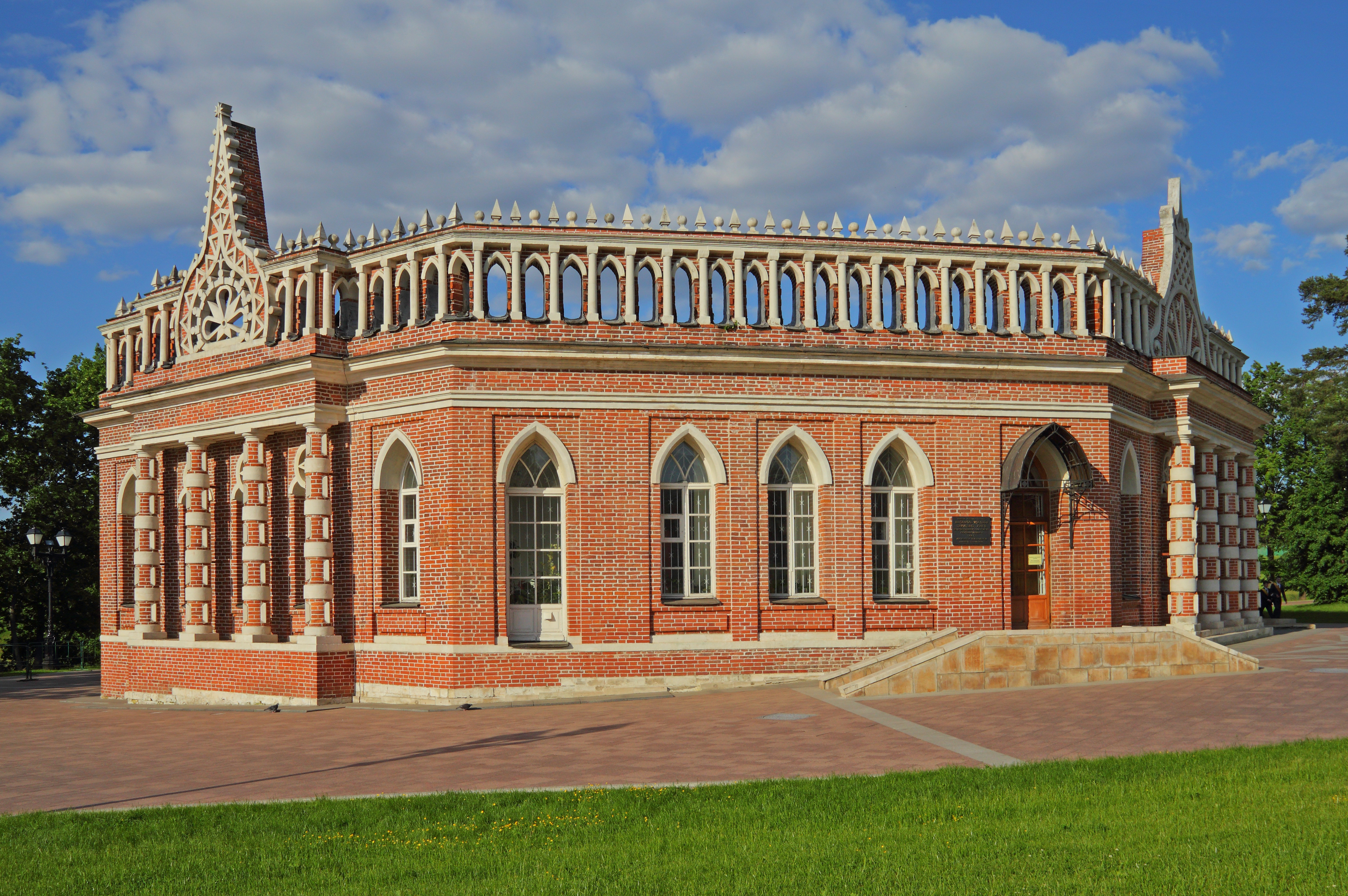
Second bâtiment de cavalerie
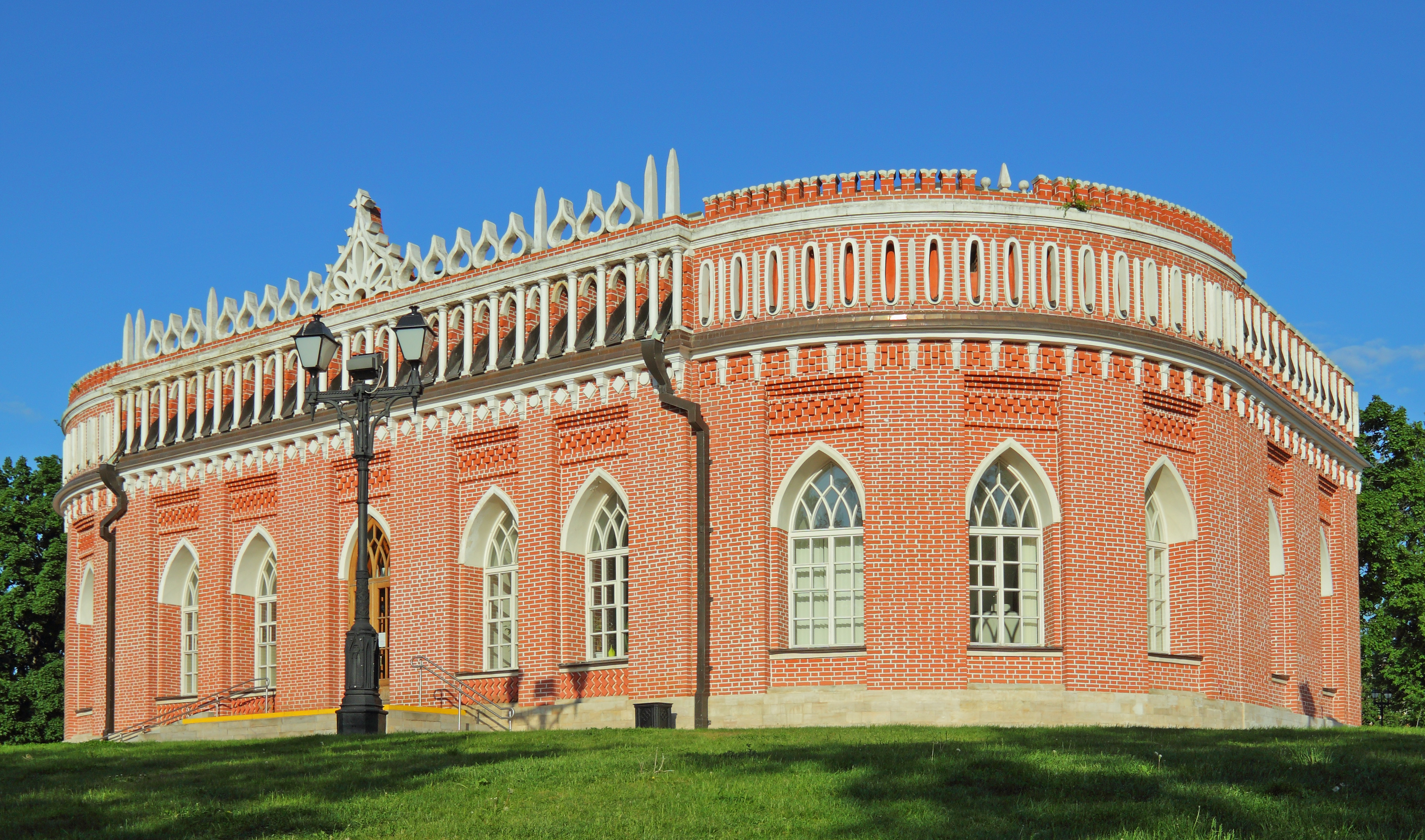
Troisième bâtiment de cavalerie
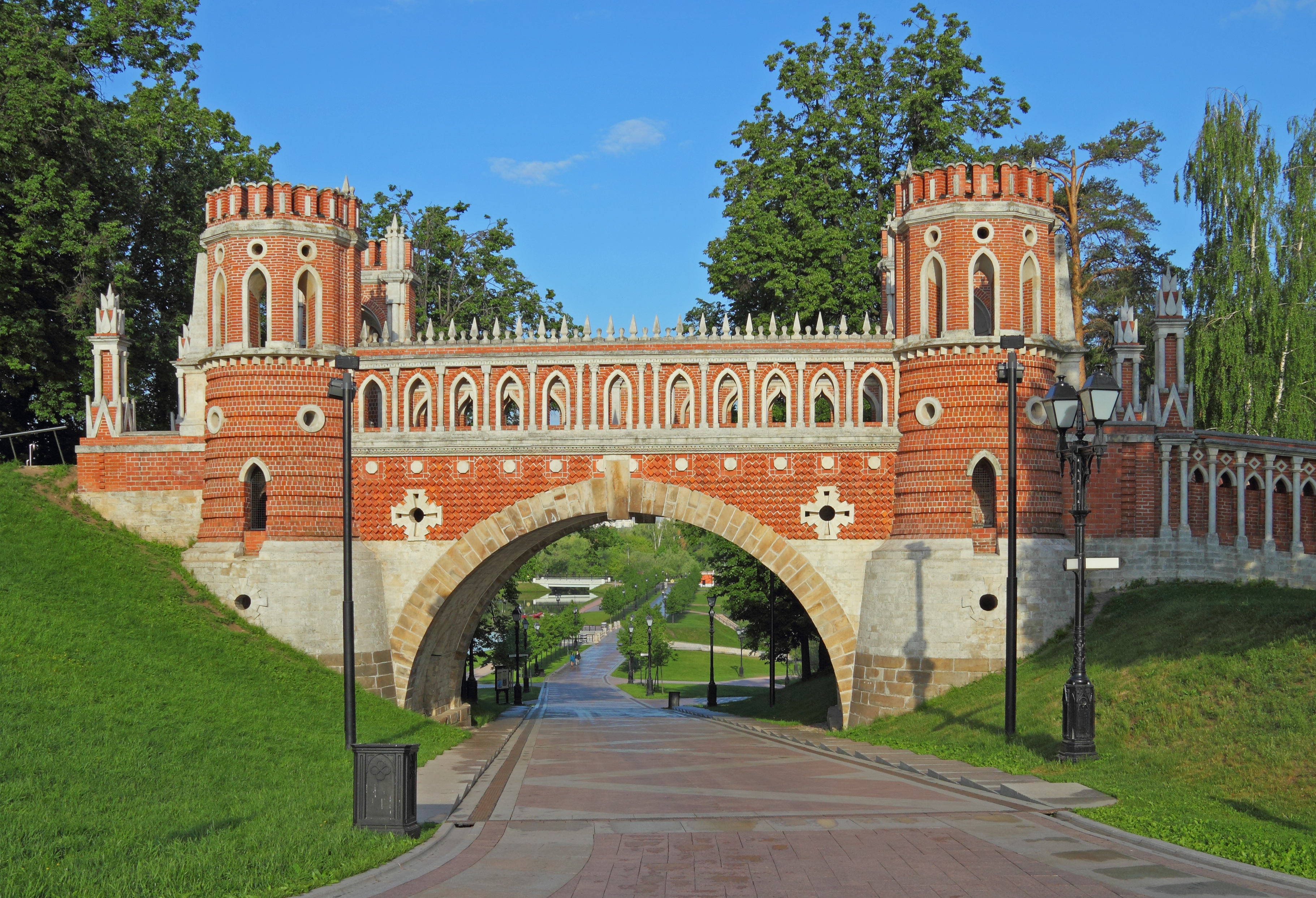
Pont des Figures
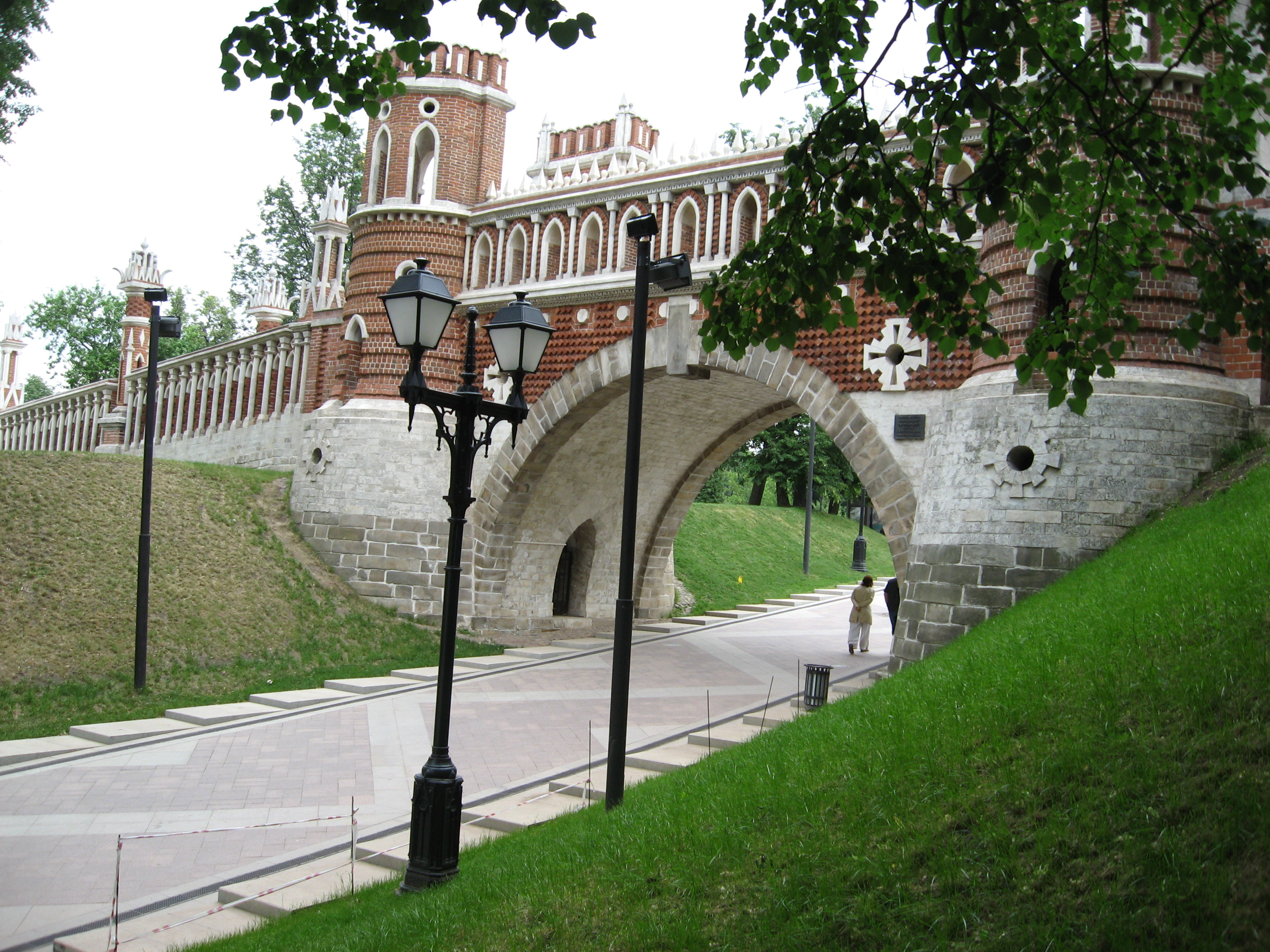
Arche menant au palais
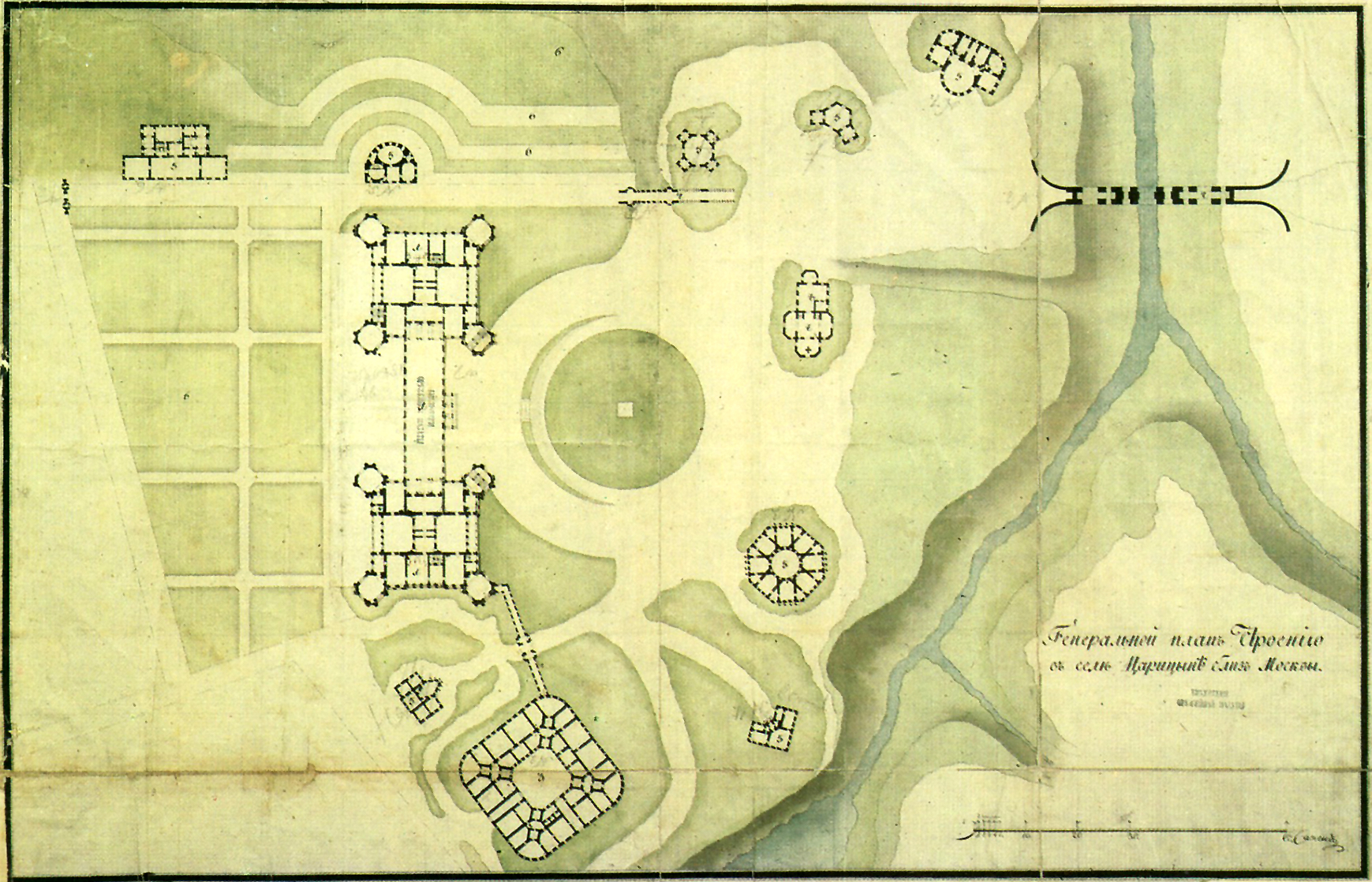
Plan de Kazakov (1786)
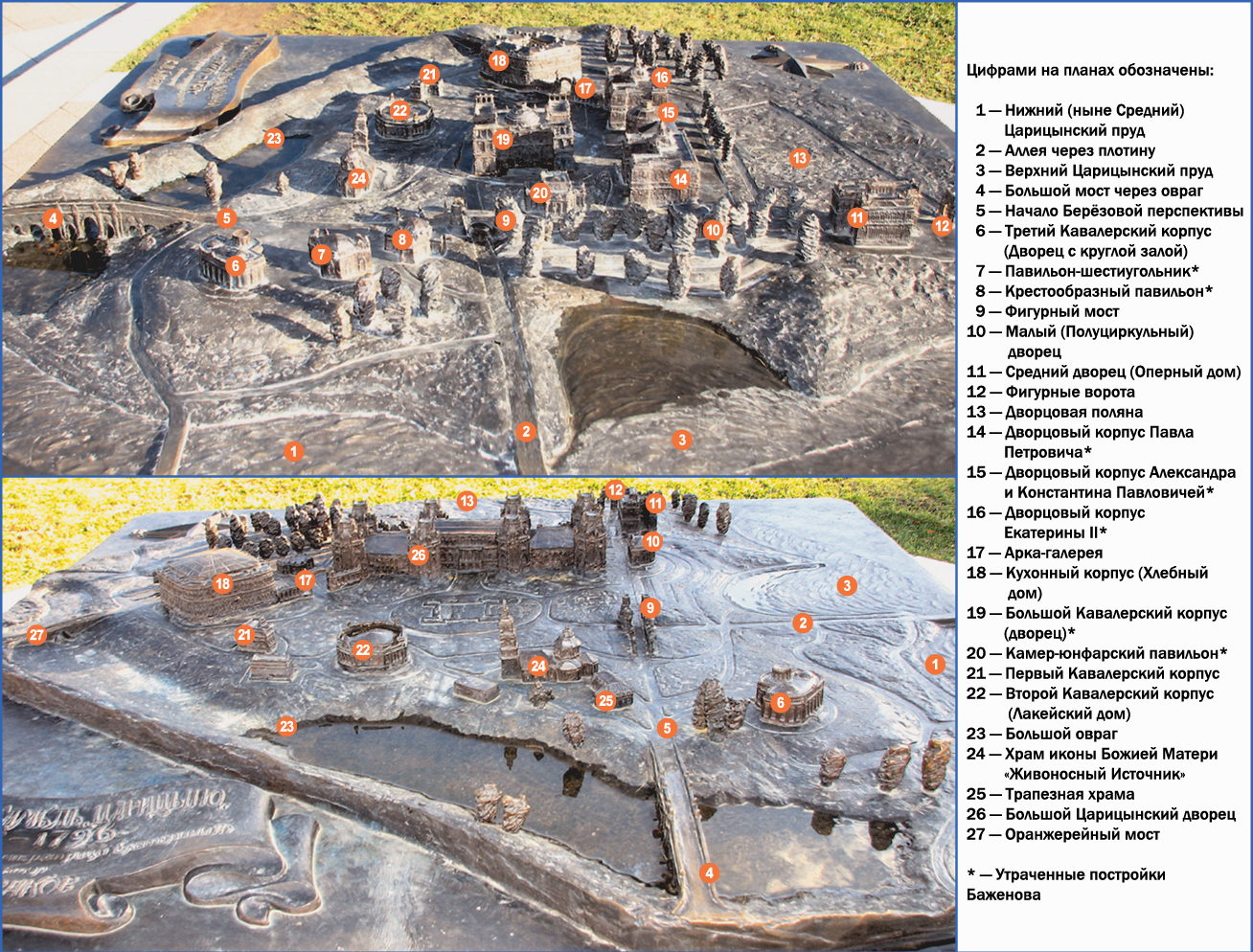
Maquettes en bronze de Tsaritsyno: en haut le projet de Bajenov, en bas l'ensemble architectural actuel
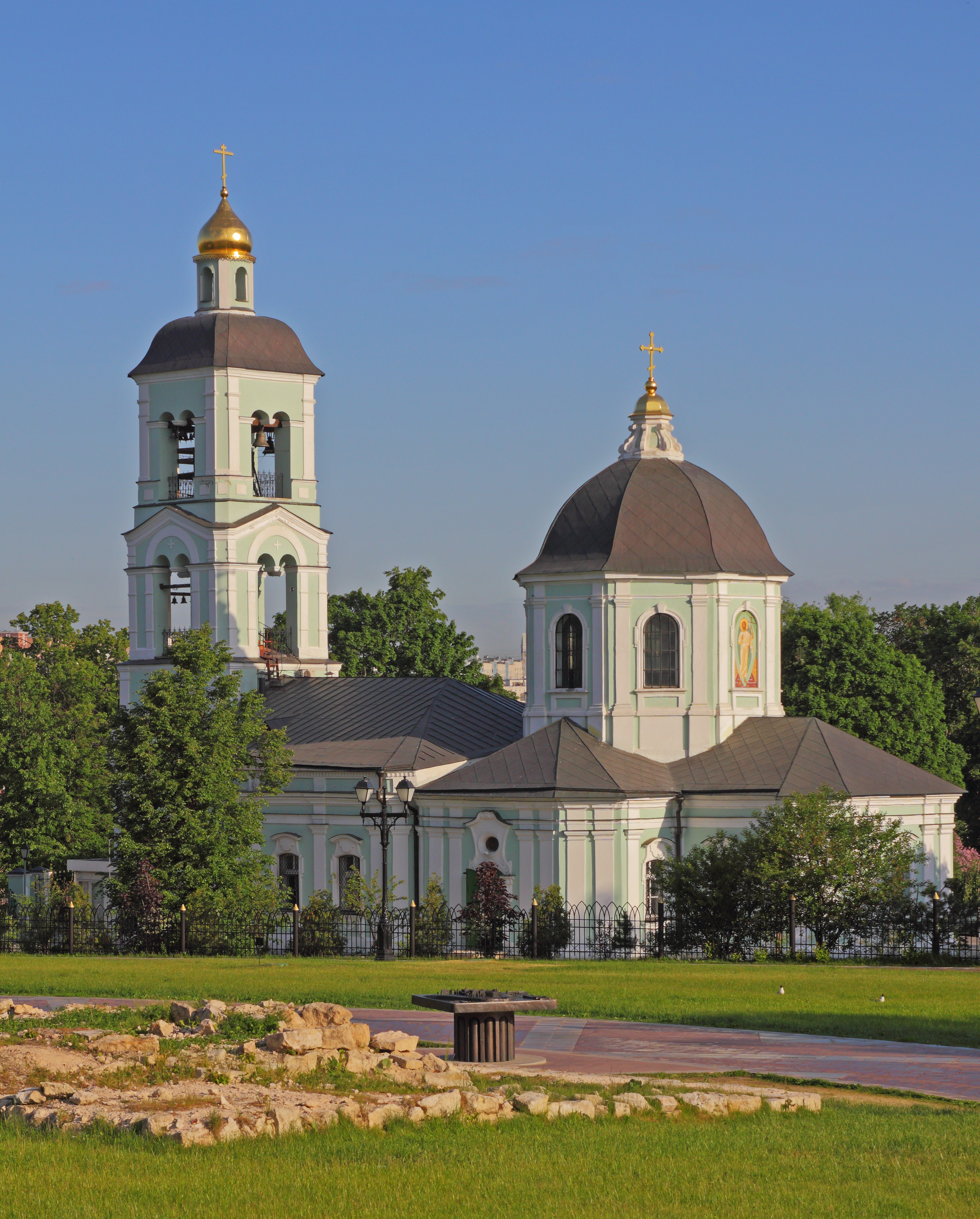
Vue de l'église de Tsaritsyno construite par le prince Cantemir en 1722